# Tejano's
Tejano's zijn personen van Spaanse of Mexicaanse afkomst die in Texas leven. Met Tejano's worden doorgaans alleen personen bedoeld die rechtstreeks afstammen van Spaanssprekende personen uit de tijd voordat Texas een staat van de Verenigde Staten was. Mexicaanse immigranten in Texas worden dus niet tot de Tejano's gerekend.
In 1821, het jaar waarin Mexico onafhankelijk werd, leefden er ongeveer 4000 Tejano's in Texas. Geleidelijk kwam er steeds meer immigratie vanuit de Verenigde Staten op gang. Men noemde hen Texianen. In 1830 waren er al 30.000 Texianen in Texas en waren de Tejano's in de minderheid. Door de centralistische politiek van de Mexicaanse dictator Antonio López de Santa Anna kwamen de Texianen in opstand, en ook veel Tejano's sloten zich hierbij aan. In 1836 verkreeg de Republiek Texas haar onafhankelijkheid en in 1845 werd ze geannexeerd door de V.S.